# Giuseppe Brienza
Giuseppe Brienza (Tobruch, 20 dicembre 1938 – Rionero in Vulture, 28 maggio 2018) è stato un politico italiano.

## Biografia
Nato in Libia ma residente a Rionero in Vulture (PZ) , Giuseppe Brienza è stato eletto presidente dal Consiglio dell'Autorità per la vigilanza sui contratti pubblici il 14 ottobre 2010 (era consigliere dal 2004).
È stato provveditore agli Studi a Novara, Pavia e Bari.
È stato professore a contratto presso l'Università degli Studi di Bari, quindi è stato nominato componente del Consiglio di Amministrazione della stessa Università.
Dal 1992 al 1993 è rappresentante del Governo italiano per la ricostruzione in Albania.

## Carriera politica
È stato sindaco del Comune di Rionero in Vulture dal 14 ottobre 1971 al 29 giugno 1974 e di nuovo dal 23 luglio 1975 al 10 luglio 1976.
Dal 2000 è vicepresidente della Regione Puglia ed assessore con delega alla formazione professionale, politiche dell'occupazione e del lavoro, pubblica istruzione e diritto allo studio sotto la Presidenza di Raffaele Fitto.
È eletto senatore della Repubblica nel 1994, dal '96 nel CCD, rimane in Parlamento durante la XII e XIII legislatura (Segretario della Presidenza del Senato dal 16 maggio 1996 al 7 giugno 2000).
Dal 3 luglio 2001 al 19 luglio 2004 è europarlamentare, membro dell'ufficio di Presidenza, iscritto al Gruppo Gruppo del Partito popolare europeo (Democratico-cristiano) e Democratici europei.